# 漢斯哈根巴赫河

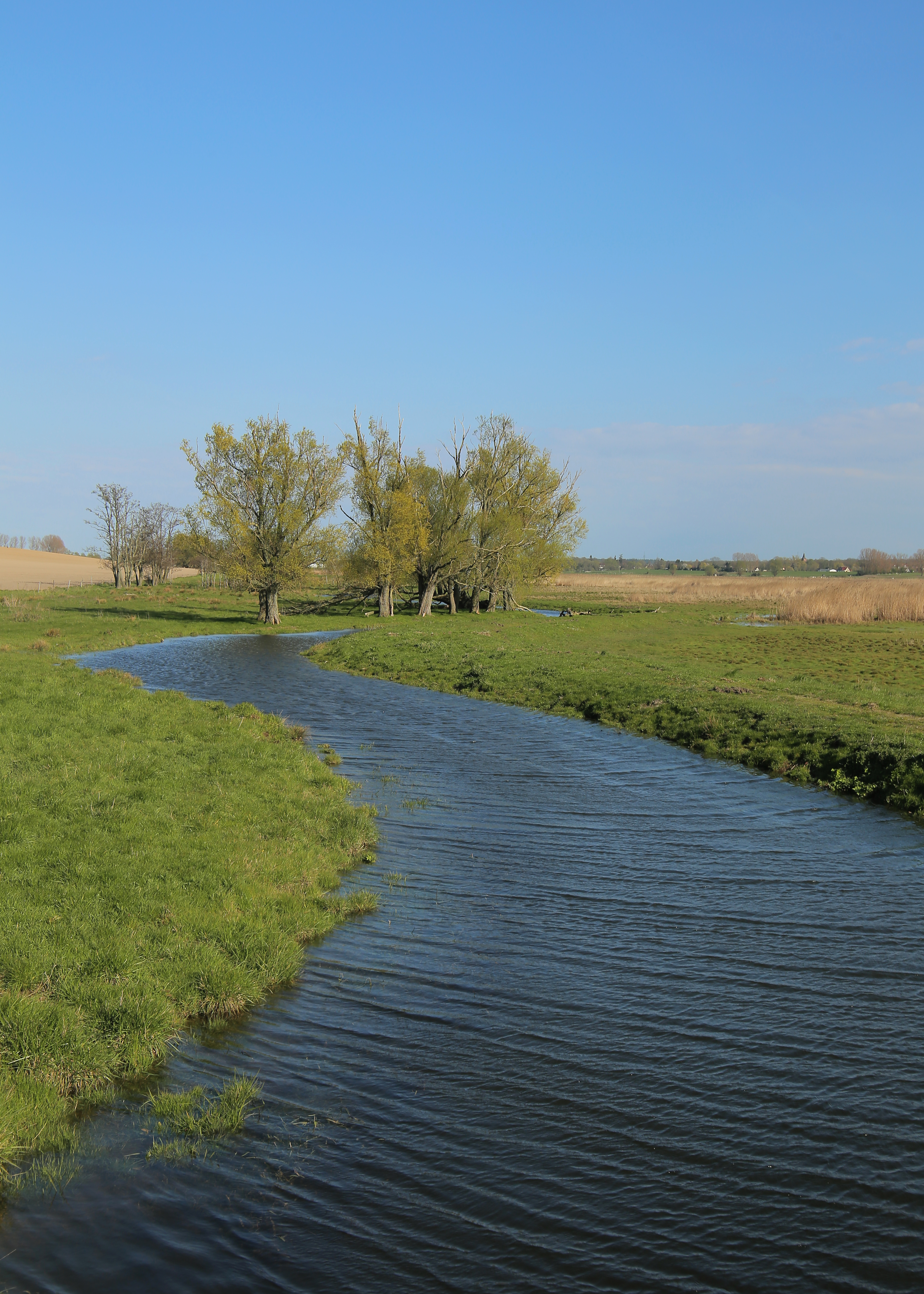
漢斯哈根巴赫河

54°05′01″N 13°31′40″E / 54.083684°N 13.527862°E
漢斯哈根巴赫河（德語：Hanshäger Bach），是德國的河流，位於該國東北部，由梅克倫堡-前波美拉尼亞州負責管轄，屬於齊瑟河的支流，河道全長31公里。

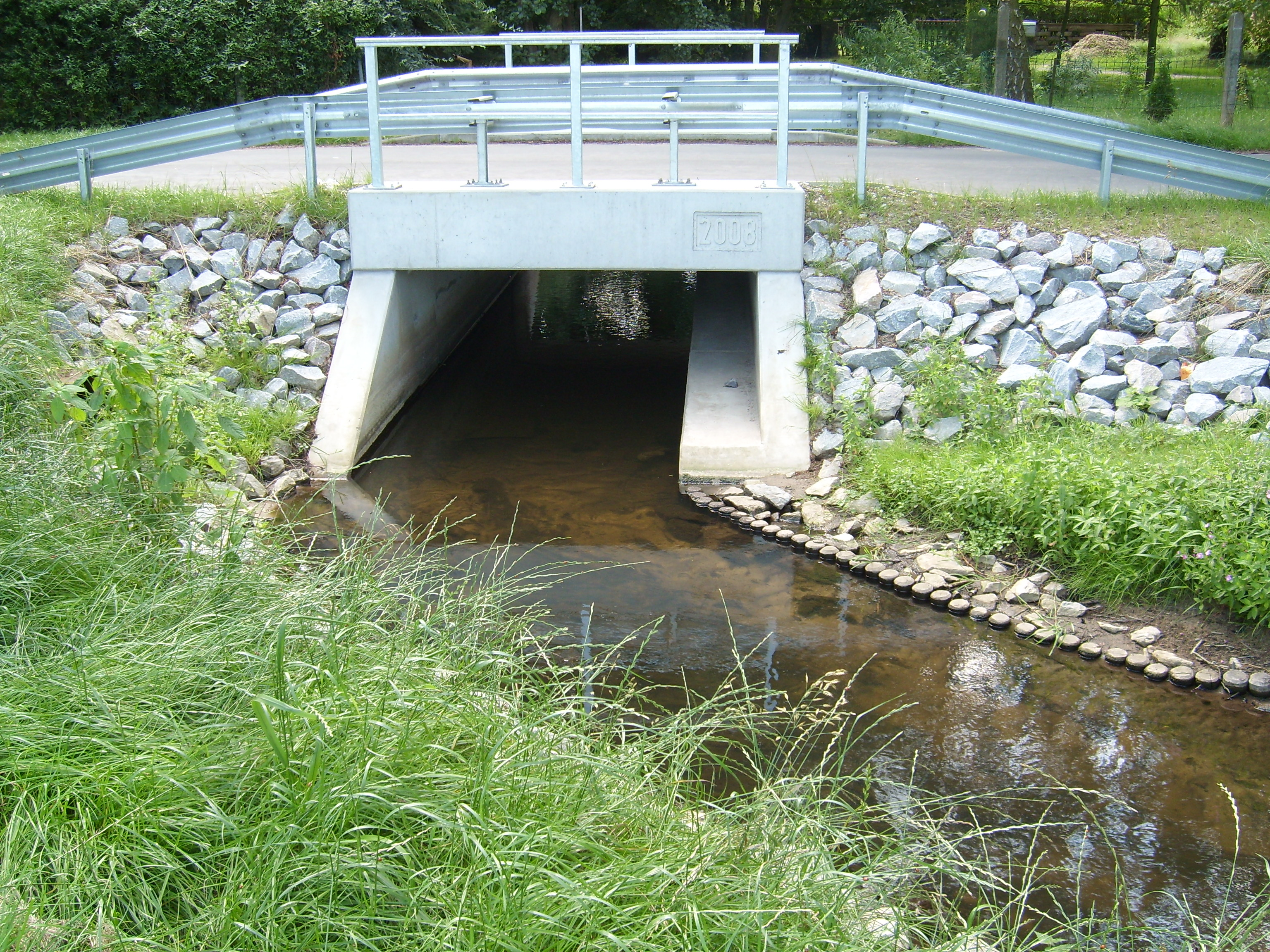
河景